# Placido della Marra
Placido della Marra (1560 – 2 de dezembro de 1620) foi um prelado católico romano que serviu como Bispo de Melfi e Rapolla (1595–1620) e Núncio Apostólico do Imperador (1612–1616).

## Biografia
Placido della Marra nasceu em Nápoles, na Itália, em 1560. A 6 de março de 1595, foi nomeado bispo de Melfi e Rapolla durante o papado de Clemente VIII. A 2 de abril de 1595, foi consagrado bispo por Giulio Antonio Santorio, cardeal-sacerdote de Santa Maria in Trastevere, com Flaminio Filonardi, bispo de Aquino, e Leonard Abel, bispo titular de Sidon servindo como co-consagradores. No dia 21 de julho de 1612, foi nomeado durante o papado de Paulo V como Núncio Apostólico junto ao Imperador, onde serviu até à sua renúncia a 25 de agosto de 1616. Serviu como Bispo de Melfi e Rapolla até à sua morte a 2 de dezembro de 1620. Enquanto bispo, foi o principal consagrador de Melchior Klesl, Bispo de Wien, e o principal co-consagrador de Bartolomeo Cesi (cardeal), Arcebispo de Conza.